# Влечение (телесериал, 2016)
«Влечение» (кит. 上瘾, пиньинь Shàngyǐn, также известный как «Героин») — китайский телесериал, снятый по одноименному роману Чао Цзи Даня. Сериал рассказывает о двух шестнадцатилетних парнях, Гу Хае и Бай Ло Ине, которые, несмотря на свои социальные различия и личную историю, завязывают тесные любовные отношения. В главных ролях Хуан Цзин Юй и Сюй Вэй Чжоу.
Премьера состоялась 29 января 2016 года и транслировалась еженедельно до 23 февраля 2016 года. Вышло 11 эпизодов, когда сериал был запрещен китайскими властями. Популярность сериала и его последующий запрет привлекли внимание к табуированной теме гомосексуальности в материковом Китае. С тех пор сериал приобрел культовый статус.

## Производство
Съемки дорамы начались 30 ноября 2015 года в Пекине, Китай, и закончились 23 декабря 2015 года. Производственный бюджет сериала с участием начинающего режиссера и новых актеров составил всего 5 миллионов юаней (около 741 300 долларов США). Из-за малого бюджета актеры сами делали себе грим и предоставляли часть своей одежды для съемок.
До «Влечения» считалось, что жанр BL или даньмэй относится к специфическому жанру со специфической аудиторией, поэтому не ожидалось, что сериал достигнет массового успеха .

## Сюжет
С самого детства Бай Ло Инь (Сюй Вэй Чжоу) жил со своим беспечным, но любящим отцом, Бай Хан Ци, и своей больной бабушкой. Когда ему исполнилось 16 лет, его биологическая мать Цзян Юань снова вышла замуж. Ее новый муж - высокопоставленный военный чиновник Гу Вэй Тинь.
Из-за смерти своей матери сын Гу Вэй Тиня, Гу Хай (Хуан Цзин Юй), затаил глубокую обиду на своего отца. По воле судьбы два сводных брата с крайне противоречивым эмоциональным фоном оказались в одном классе пекинской средней школы, поначалу не зная происхождения друг друга. Со временем у них постепенно развилось особое чувство друг к другу. Их одноклассники, Юй Ци и Ян Мэнь, сыграли важную роль в этих отношениях.
Время от времени по ходу сериала некоторые друзья упоминают, что сокращенное сочетание имен юношей Хай и Ло Инь звучит как “Героин” (англ. "Heroin").

## Актеры
| Актер                      | Роль        | Описание                                             |
| -------------------------- | ----------- | ---------------------------------------------------- |
| Хуан Цзин Юй (Джонни Хуан) | Гу Хай      | главный герой, сын Гу Вэй Тиня, влюблён в Бай Ло Иня |
| Сюй Вэй Чжоу (Тимми Сюй)   | Бай Ло Инь  | главный герой, сын Цзян Юаня, влюблён в Гу Хая       |
| Фэн Сон Линь               | Юй Ци       | одноклассник                                         |
| Чэн Вэнь                   | Ян Мэнь     | одноклассник, друг детства Бай Ло Иня                |
| Сун Тао                    | Бай Хан Ци  | отец Бай Ло Иня                                      |
| Ван Донг                   | Гу Вэй Тинь | отец Гу Хая                                          |
| Лю Сяо Е                   | Цзян Юань   | мать Бай Ло Иня, мачеха Гу Хая                       |
| Ван Юй                     | Гу Янг      | двоюродный брат Гу Хая                               |
| Лу Цинь                    | Цзин Лу Лу  | бывшая девушка Гу Хая                                |
| Чжоу Юй Тунь               | Ши Хуэй     | бывшая девушка Бай Ло Иня                            |

## Список серий
| №  | Описание | Дата появления в эфире |
| -- | --- | ---------------------- |
| 1  | Бай Хан Ци, отец Ло Иня, случайно выбрасывает нижнее белье сына в канализацию. Затем Бай Ло Инь сообщает своему другу Ян Мэню, что его мать (Цзян Юань) выходит замуж. Тем временем Гу Хай не может решить, стоит ли посещать церемонию повторного бракосочетания своего отца, и обращается за советом к своей девушке Цзин Лу Лу. Позже он ужинает со своим отцом, Гу Вэй Тинем, и своей будущей новой мачехой Цзян Юань, но ужин вскоре портится из-за ссоры отца и сына. Бай Ло Инь игнорирует свою мать, когда она даёт ему советы о будущем образовании, и позже Ло Инь ругает ее, оставляя мать в слезах. Гу Хай съезжает из своего дома и ищет свою старшую сестру в связи с переездом. И Гу Хай, и Бай Ло Инь приходят в класс, но замечают, что их учительница похожа на Цзян Юань (мать для Ло Иня и мачеха для Хая). Учитель китайского языка наказал Гу Хая за то, что он сдал пустое домашнее задание, и поэтому Хай вырвал домашнее задание Ло Иня из его рабочей тетради в отместку за его уникальный почерк, который Хайю не нравится. Гу Хай встретился со своими друзьями Ли Шуо и Чжоу И Ху. | 29 января 2016         |
| 2  | Юй Ци получает подарок от своего поклонника, но ошибочно принимает его за подарок от Бай Ло Иня, к которому он тайно испытывает чувства. Бай Хан Ци случайно стирает одну из оставшихся 2 пар нижнего белья сына. Затем когда Бай Ло Инь находит на своей парте пакет с коробкой новых трусов и коробку с лекарствами, то подозревает, что кто-то из его класса следит за ним. Когда Гу Хай говорит Бай Ло Иню, что он был тем, кто раздавал подарки, и что он был тем, кто вырвал домашнее задание Ло Иня (извиняясь и за это), Ло Инь приходит в ярость. Позже Гу Хай пересаживается на свое новое место позади Бай Ло Иня и начинает планировать месть, вырезая несколько дырок в школьной куртке, которую носит Ло Инь. Во время урока физкультуры в классе Гу Хай производит впечатление как на своих одноклассников, так и на учителя, делая 106 отжиманий за минуту. | 31 января 2016         |
| 3  | Гу Хай превосходит своего учителя физкультуры, выполнив более сотни подтягиваний. Бай Ло Инь планирует отомстить Гу Хаю, и сшивает рукава его школьной куртки. Всё это обнаруживается на следующем уроке и учитель математики выгоняет Гу Хая из класса за то, что он поднял шум. Во время урока английского языка Бай Ло Инь задремал и очнувшись, случайно выругался на учителя, который попытался его разбудить, думая, что это Гу Хай потревожил его. Бай Ло Инь с друзьями одноклассниками замышляет новую схему, блокируя двери класса. Однако этот поступок, в конечном счете, выставит его в плохом свете, поскольку Гу Хай звонит директору школы и сообщает ему при помощи стикера, что это Бай Ло Инь испортил двери. На следующий день Бай Ло Инь находит на своей парте завтрак и думает, что его оставил Юй Ци. | 3 февраля 2016         |
| 4  | После урока Ян Мэнь спрашивает Бай Ло Иня о том, почему тот не ладит с Гу Хаем, когда Хай так приветлив с ним. Ян Мэнь упоминает, что Гу Хай приложил столько усилий, чтобы приготовить завтрак Бай Ло Иню, и что он всегда смотрит на него, когда Мэнь оборачивается. Бай Ло Инь насмехается, говоря, что это, должно быть, Гу Хай замышляет новые провокации против него. В классной комнате Гу Хай пытается смутить задремавшего Бай Ло Иня, предлагая тому спеть песню на английском языке; несмотря на все эти попытки, Ло Инь умудряется прекрасно выполнить задание. На следующий день Бай Ло Инь плохо себя чувствует. В школе Гу Хай получает две таблетки снотворного от школьного врача и кладет их в бутылку с водой Бай Ло Иня. К сожалению, срок действия лекарства от простуды, которое Бай Ло Инь принял утром, уже давно истек, и это в сочетании со снотворным вырубает того прямо на уроке и Ло Инь оказывается без сознания. Гу Хай относит его в кабинет медсестры, где Бай Ло Иню ставят капельницу, а Хай остается наблюдать за ним. Когда Бай Ло Инь просыпается и видит Гу Хая после того, как оказался на больничной койке, он спрашивает, почему тот так стремится задеть его. Гу Хай отвечает, что он "болен" и что Бай Ло Иню придется вытерпеть некоторые страдания, чтобы "стало лучше". На следующий день, вернувшись в школу, раздают результаты тестов, и у Бай Ло Иня один из самых высоких баллов в классе. Однако какой-то ревнивый придурок из другого класса (Ву Фанг) врывается в классную комнату и начинает оскорблять маму Бай Ло Иня, называя ее проституткой. Разъяренный Гу Хай сбивает с ног Ву Фана и начинает избивать его. Подоспевшие директор и учительница останавливают драку и уводят Гу Хая. Бай Ло Инь ждет, когда Гу Хай вернется в класс, беспокоясь, что того исключат. Гу Хай возвращается, заверяя Бай Ло Иня, что он вернется завтра. Перед уходом Бай Ло Инь замечает пятна крови на школьной форме Гу Хая и меняет испачканную куртку на свою собственную. | 5 февраля 2016         |
| 5  | Бай Ло Инь переживая из-за оскорблений Ву Фана, после уроков заворачивает в придорожное кафе, чтобы напиться. Гу Хай подсаживается за столик Бай Ло Иня. Они вдвоем говорят о своих матерях и о том, что Бай Ло Инь не высыпается с тех пор, как расстался со своей бывшей девушкой. После ужина Бай Ло Инь слишком напивается, чтобы идти домой самому, и Гу Хай несет его на спине. Донеся друга до дома, Гу Хай собирается уходить, в этот момент отец Бай Ло Иня Хан Ци замечает, как двое родителей могли воспитать такого хорошего сына, как Гу Хай. Когда Гу Хай возвращается к себе домой, он обнаруживает, что его отец ждет его там на диване. Гу Вэй Тинь приказывает своему сыну вернуться домой и что он и его сводный брат будут посещать старую школу Гу Хая со следующего дня. Гу Хай отказывается подчиниться, говоря, что он никогда не будет жить со своей новой семьей. Гу Вэй Тинь приходит в ярость, начинает бить сына (но его останавливает семейный водитель) и угрожает сократить его расходы. Утром Гу Хай на своем велосипеде сталкивается с Бай Ло Инем. Они вместе завтракают в уличной закусочной тети Бай Ло Иня и вместе приходят в школу. Юй Ци спрашивает Бай Ло Иня, почему тот пришел в школу с Гу Хаем, а не с Ян Мэнем, на что Ло Инь отвечает, что это было просто совпадение, что они столкнулись друг с другом по дороге. После школы Гу Хая приглашают потусоваться со своими друзьями в следующую субботу, но на следующее утро Бай Ло Инь приглашает Хая пойти с ним на рыбалку в ту же субботу. В субботу Гу Хай идёт на рыбалку с Бай Ло Инем, скрываясь и игнорируя своих друзей, и вместе они ловят рыбу. | 7 февраля 2016         |
| 6  | Вместе Бай Ло Инь и Гу Хай поймали много рыбы. Гу Хай навязывается на ужин в дом Бай Ло Иня, но тот настаивает, что приготовит рыбу у себя дома, а затем принесет ее Хаю. Однако Гу Хаю удаётся уговорить отца Бай Ло Иня посетить душ в их доме. Бай Ло Инь остается очень раздражен из-за того, что отец игнорирует его замечания и разрешает Гу Хаю остаться на ужин. После еды Бай Хан Ци предлагает Ло Иню проводить своего друга домой, но на полпути Гу Хай говорит, что он может и сам доехать до дома. После чего Бай Ло Инь тайно следует за ним, чтобы проследить где тот живет. Чувствуя, что за ним следят, Гу Хай заходит в ворота соседнего дома где живут очень бедные люди, но, оказавшись внутри, перебрасывает свой велосипед и рюкзак через забор в свой настоящий дом (который он снимает чтобы жить поближе к Бай Ло Иню, чтобы подвозить того на велосипеде до школы). Утром Гу Хай замечает, что Бай Ло Инь ждет его снаружи, и снова перепрыгивает через забор со своими вещами во двор к соседям. Тем временем друзья, которых Гу Хай проигнорировал в субботу, ищут его. Двое из них видели, как Гу Хай ехал на велосипеде с Бай Ло Инем, но подумали, что это был какой-то похожий парень. В школу приходит девушка Гу Хая Цзин Лу Лу, и требует встречи с ним. Она хочет, чтобы тот вернулся домой, но Гу Хай отвечает, что ему здесь нравится и что она слишком шумная и подозрительно относится ко всему. Это подтверждается, когда несколько минут спустя Цзин Лу Лу кричит на школьницу, которая ранее флиртовала с Гу Хаем. Смущенный инцидентом, Гу Хай выводит свою девушку на физкультурное поле и пытается договориться: Цзин Лу Лу может оставаться в городе столько, сколько она захочет, до тех пор, пока она 1. не упоминает статус Хая (обеспеченный молодой человек) и откуда он на самом деле, и что она 2. не выглядит "слишком богатой", когда знакомится с его новыми друзьями. После школы Гу Хай приглашает Бай Ло Иня встретиться с Цзин Лу Лу, и они втроем обедают вместе. Цзин Лу Лу ревнует к вниманию, которое Бай Ло Инь получает от Гу Хая, однако смягчается, когда Ло Инь по всем спорным вопросам становится на её сторону. Как только они заканчивают есть, Цзин Лу Лу просит Бай Ло Иня присмотреть за Гу Хаем и позвонить ей, если что-нибудь случится. На следующий день, в закусочной тети Бай Ло Иня, Гу Хай рассказывает ему о своих отношениях с Цзин Лу Лу, и они за завтраком разговаривают о том, какой тип девушек им нравится. | 10 февраля 2016        |
| 7  | Отец Гу Хая разговаривает с Бай Ло Инем, чтобы убедить того жить с ним и матерью Ло Иня, но безуспешно. Бай Ло Инь идёт с Гу Хаем в торговый центр рядом с зоопарком, чтобы помочь тому поторговаться при покупке одежды. После ужина и небольшого количества спиртного в доме Бай Ло Иня Гу Хай ведет себя так, как будто он пьян, и отказывается покидать постель Ло Иня. Позже Гу Хай спрашивает Бай Ло Иня, почему учитель искал его. Бай Ло Инь рассказывает Гу Хаю о своей матери и встрече в тот день с отчимом. Гу Хай также узнает, что 15 августа (в этот день по лунному календарю в Китае отмечают один из основных национальных праздников Чжун Цю Цзе – «Праздник середины осени») Бай Ло Инь любит есть лунные лепешки с соленым яйцом и фасолью лотоса. На следующий день мать Бай Ло Иня встречается с Гу Хаем в ресторане, чтобы убедить того вернуться домой и жить с ней и ее мужем; однако эта попытка проваливается. Позже тем же вечером Гу Хай покупает лунные лепешки с соленым яйцом и фасолью лотоса, которые Хай и Бай Ло Инь едят, а потом ложатся спать. В постели Бай Ло Инь говорит Гу Хаю, он знает, что тот живет в арендованном доме и что он богат. | 12 февраля 2016        |
| 8  | Находясь в постели, Гу Хай пытается заставить Бай Ло Иня повернуться к нему спиной, но Ло Инь отказывается. Утром Бай Ло Инь просыпается в объятиях Гу Хая. Во время игры в баскетбол Бай Ло Инь из-за неосторожного движения одноклассника травмирует ногу и лицо, Гу Хай пинает того за то, что ранил Ло Иня. Бай Ло Инь получает помощь от своих друзей Юй Ци и Ян Мэня. По дороге домой Гу Хай заставляет Бай Ло Иня прокатиться с ним на велосипеде. У себя дома Бай Ло Инь говорит Гу Хаю, что тот проигнорировал его. Гу Хай не соглашается и отдает ему лекарства, которые он купил для Бай Ло Иня. Позже Гу Хай помогает Бай Ло Иню залечивать раны. В постели Гу Хай пытается убедить Бай Ло Иня помастурбировать с ним, рассуждая о том, что это обычное дело между близкими друзьями, но тот отказывается. На следующее утро они узнают, что уличная забегаловка тети Чжоу была кем-то разрушена. Гу Хай просит своего дядю помочь найти место для открытия ресторана для тети Бай Ло Иня. Во время этого визита Гу Хай также забирает собаку у своего дяди. Бай Ло Инь узнает от своего отца, что тетя Чжоу получила разрешение правительства открыть ресторан без платы за аренду. Позже той же ночью Бай Ло Инь спорит с Гу Хаем и благодарит того за помощь тете Чжоу. Бай Ло Инь просит Гу Хая пожить в их доме. Бай Ло Инь и Гу Хай навещают друзей Хая. Друзья Гу Хая были удивлены, увидев, что Хай пьет напиток Бай Ло Иня. Бай Ло Инь спрашивает друзей Гу Хая, мастурбировали ли они с Хаем раньше, на что они отвечают "нет", потому что Хай не любит, когда к нему прикасаются. Позже той же ночью, лёжа в постели, Гу Хай снова пытается помастурбировать Бай Ло Иню, но тот снова отказывается. | 14 февраля 2016        |
| 9  | Ночуя в доме Бай Ло Иня, Гу Хай жалуется на простуду, выскочившую на его губах. Бай Ло Инь решает подшутить над другом и наносит крем от геморроя на губы Гу Хая. После очередного спора Гу Хай решает съехать из дома, который он снял, чтобы жить поблизости от Бай Ло Иня. Пока Гу Хай готовится освободить свою комнату, Бай Ло Инь узнает, что Хай воспользовался его эссе, которое вырвал из блокнота для чистописания. Пока Гу Хай борется с Бай Ло Инем, чтобы вернуть листок с эссе, входит подруга Хая Дзин Лу Лу. Гу Хай говорит своей девушке, что его телефон был сломан и он не мог ей позвонить. Цзин Лу Лу замечает, что телефон Гу Хая (который починил Бай Ло Инь до прибытия Лу Лу) работает, и разбивает его. Гу Хай злится и пытается ударить ее, но Бай Ло Инь блокирует друга. В гневе Цзин Лу Лу покидает это место. Бай Ло Инь просит Гу Хая догнать и успокоить Цзин Лу Лу, и Хай соглашается. Позже они втроем ужинают в ресторане. Во время еды Цзин Лу Лу просит своего парня ударить Бай Ло Иня в качестве дружеского жеста. Гу Хай злится и предупреждает, что он никому не позволит ударить Бай Ло Иня. Цзин Лу Лу сердится на реакцию Гу Хая и уходит. Отец Бай Ло Иня покупает новый телефон для Гу Хая, выбранный Ло Инем. Гу Хай помогает отцу Бай Ло Иня заделать протекающую крышу в их доме. Ночью в постели Гу Хай спрашивает Бай Ло Иня, почему его отец не присоединяется к бизнесу тети Чжоу, на что Ло Инь отвечает, что его отец слишком горд, чтобы присоединиться к тете, и что тетя Чжоу не вдова, просто ее муж уехал на зароботки, но так и не вернулся. Позже отца Бай Ло Иня уволили с прежней работы, но тут же предложили работу получше. Бай Ло Инь узнает о новом рабочем месте своего отца и понимает, что за этим стоит Гу Хай. Бай Ло Инь в очередной раз ссорится с Гу Хаем. | 17 февраля 2016        |
| 10 | Гу Хай рассказывает, что в знак благодарности семье Бай он решил помочь Хан Ци получить лучшую работу. Бай Ло Инь, уязвленный в своей гордости, упрекает его в том, что дела его семьи того не касаются. Во время ужина Бай Хан Ци говорит, что купил новую кровать для Гу Хая. Гу Хай, явно расстроенный, подыскивает оправдания, чтобы продолжить спать в одной кровати с Бай Ло Инем, но безрезультатно. Ночью, когда обе кровати разделены, Гу Хай жалуется на то, что спит один. Позже, полагая, что Бай Ло Инь уснул, Гу Хай подходит к его кровати, пытаясь забраться под одеяло к другу, и садится на кактус, который Ло Инь заранее оставил, потому что знал, что друг захочет залезть к нему под одеяло. На следующее утро Бай Ло Инь просыпается с рукой Гу Хая на своей промежности и понимает, что за ночь тот сдвинул обе кровати вместе. В классе Юй Ци при помощи записки сообщает Бай Ло Иню, что он видел Цзин Лу Лу в сопровождении другого парня. Из-за вспыльчивости Гу Хая, Юй Ци не решается сам сказать и просит Бай Ло Иня быть тем, кто скажет об этом Хайю. Гу Хай немедленно пытается проверить информацию, и ему удается выследить Цзин Лу Лу и её спутника, потом он следует за ними в отель. Несмотря на мольбы Цзин Лу Лу, Гу Хай решает разорвать отношения. Затем ему звонит Бай Ло Инь, который спрашивает, вернется ли тот домой. Гу Хай возвращается в дом Бай Ло Иня и рассказывает о том, что произошло, и Ло Инь пытается утешить друга в сложившейся ситуации. На следующий день Гу Хай и Бай Ло Инь помогают с открытием нового ресторана тети Чжоу. Появляется мать Бай Ло Иня и их разговор заканчивается спором. В это время Гу Хай, пытаясь выяснить куда пропал Бай Ло Инь, обнаруживают их и понимает, что они сводные братья. Бай Ло Инь, озадаченный этим открытием, поспешно покидает ресторан с подозрением, что Гу Хай всё знал заранее, но скрывал это от него. В доме Бай Ло Иня у них происходит жаркий спор, в ходе которого Ло Инь просит Гу Хая уйти из дома. Гу Хай отказывается, показывая, что он влюблен в Бай Ло Иня и что он не намерен оставлять того. Бай Ло Инь признает, что он не может ненавидеть Гу Хая или его семью, но ему очень трудно принять то, что семья Хая сделала с ним. Гу Хай обижается на Бай Ло Иня, который из гордости предпочитает вычеркнуть его из своей жизни. Гу Хай решает временно покинуть дом семьи Бай. | 19 февраля 2016        |
| 11 | Юй Ци, обеспокоенный отсутствием Бай Ло Иня в течение двух дней, спрашивает об этом Гу Хая, но не получает ответа. Он решает пойти с Ян Мэнем в дом Бай Ло Иня. Отец Бай Ло Иня говорит им, что тот спит у себя в комнате. Юй Ци спрашивает Бай Ло Иня, не поссорился ли тот с Гу Хаем и не кажутся ли ему их отношения странными. На следующее утро Бай Ло Инь идет на занятия, а Гу Хай, наблюдая за происходящим из такси, решает прогулять. Одноклассник отдает тетради Гу Хая Бай Ло Иню, чтобы тот передал их своему другу. Посмотрев их, Бай Ло Инь замечает, что Гу Хай проделал каллиграфическую работу, неоднократно записывая его имя, и это опечалило Ло Иня. Гу Хай ищет утешения у своих друзей, которые пытаются подбодрить его на вечеринке, разглагольствуя против его бывшей девушки. Будучи пьяным, он признается, что скучает по Бай Ло Иню. Бай Ло Иню сообщают, есть вероятность, что Гу Хай переведется в другую школу. Он немедленно навещает Гу Хая под предлогом отдать тому тетради. Они говорят о своей ситуации, и Гу Хай признается, что он плакал только из-за одного человека, и этот человек Бай Ло Инь, он не плакал даже после смерти своей матери. Дома Бай Ло Инь беседует с Хан Ци, который узнает о его споре с Гу Хаем и упрекает сына за такое отношение. Бай Хан Ци требует, чтобы сын извинился перед Гу Хаем и убедил его вернуться к ним домой. На следующий день, по дороге в школу, Бай Ло Иня перехватывают двое похитителей. Очнувшись закованным в наручники, Бай Ло Инь обнаруживает, что это всё организовал Гу Хай. Взобравшись на Бай Ло Иня, Гу Хай предупреждает, что тот не сможет так легко избавиться от него, пытается поцеловать друга, несмотря на сопротивление Ло Иня. Гу Хай показывает, что любит Бай Ло Иня, он одержимо желает его, и даже если тот думает о нем как об извращенце, он будет терпеть это до тех пор, пока сможет быть рядом с Ло Инем. Бай Ло Инь рассказывает, что собирался извиниться перед Гу Хаем в школе и попросить того вернуться к нему домой. Гу Хай, который не ожидал такой реакции, думает, что это уловка, чтобы сбежать, но после разговора по телефону с Бай Хан Ци обнаруживает, что Ло Инь сказал правду. Гу Хай освобождает его от наручников, и Бай Ло Инь яростно бьет его. Гу Хай признается Бай Ло Иню, что все, что он сказал, шло от всего сердца, и спрашивает, любит ли он его хотя бы немного. Бай Ло Инь, встревоженный, отвечает "нет". Гу Хай говорит, что он готов дать Бай Ло Иню время, осыпать его любовью, пока он не признает истинную природу своих чувств к нему. На следующий день они ужинают вместе с отцом Гу Хая и матерью Бай Ло Иня. Оба в очередной раз отвергают предложение жить в семейном доме Гу Хая, но начинают жить вместе в квартире, принадлежащей Хайю. | 21 февраля 2016        |
| 12 | В доме Бай Ло Иня Гу Хай преподносит подарки семье Ло Иня. В школе Бай Ло Инь узнает, что на предстоящем медицинском осмотре, который включает в себя осмотр гениталий, им придется раздеться. Беспокоясь, что Гу Хай увидит его голым, Бай Ло Инь просит старосту класса не помещать их в одну группу. Однако во время медицинского осмотра его осматривают одновременно с Гу Хаем. Гу Хай и Юй Ци пользуются возможностью взглянуть на тело Бай Ло Иня. После окончания осмотра староста класса сообщает Бай Ло Иню, что предварительные анализы показали у него гепатит B, и это встревожило Ло Иня. В квартире Гу Хая Бай Ло Инь сообщает ему эту новость, но тот не принимает ее всерьез, к гневу Ло Иня. Гу Хай обнимает его и утешает обещанием отвезти в больницу. После ужина Бай Ло Инь принимает душ и, только прикрывшись полотенцем, просит у Гу Хая пижаму. Гу Хай, видя его практически голым, возбуждается. Гу Хай ласково упрекает его в том, что, раздевшись перед ним, он добровольно соблазнил его. Они заканчивают тем, что занимаются сексом вместе (это действие лишь подразумевается и в сериале не показано), после чего Гу Хай говорит Бай Ло Иню, что он был очаровательным и очень горячим. Обнимая Бай Ло Иня, Гу Хай обещает осыпать его любовью и привязанностью. На следующее утро, староста класса в присутствии Гу Хая сообщает Бай Ло Иню что, оказывается, у того не гепатит, а на самом деле антитела к этой болезни. В конце разговора староста класса получает удар от Гу Хая, который обвиняет его в том, что тот разрушил его план физической близости с Бай Ло Инем. Юй Ци предлагает Бай Ло Иню приехать в дом его семьи на выходные. Гу Хай, ревнуя, просит Бай Ло Иня вместо этого сопровождать его, чтобы купить мебель. Бай Ло Инь, к большому удовлетворению Гу Хая, отвергает предложение Юй Ци. Раздраженный Юй Ци вымещает свой гнев на Ян Мэне. Ночью, в доме Бай Ло Иня, Гу Хай и Ло Инь готовятся к экзамену. Чтобы подбодрить Гу Хая, Бай Ло Инь говорит ему, что если тот не овладеет предметом, то в конечном итоге будет спать в комнате отца Ло Иня. На следующий день, по дороге в школу, Гу Хай признается, что его сбережения резко сократились из-за нежелания принимать деньги от отца. Бай Ло Иню приходит в голову идея быстро заработать. | 24 февраля 2016        |
| 13 | Бай Ло Инь, Гу Хай и их друзья играют в маджонг, где Ло Инь продолжает выигрывать. Во время последующей трапезы выясняется, что у него есть эйдетическая память, которая помогает ему запоминать кости, которые есть как у него, так и у других. К удовлетворению Гу Хая, они выигрывают 12 000 юаней. На следующий день, в школьном дворе, Ян Мэнь зовет Бай Ло Иня на помощь, объясняя, что без видимой причины Юй Ци преследует его, позже Ци это отрицает. Выйдя из класса, Бай Ло Инь провожает Ян Мэня домой, к неудовольствию Гу Хая. В доме Бай Ло Иня Гу Хай, рассерженный на Ло Иня, решает не входить и остаться у двери. Бай Хан Ци, несмотря на протесты Ло Иня, в который раз защищает Гу Хая и заставляет Ло Иня стоять снаружи дома до тех пор, пока тот не извинится перед Хаем. Ночью, в доме Бай Ло Иня, Гу Хай заявляет, что ему очень трудно контролировать свои чувства перед друзьями Ло Иня и что ему помогло бы, если бы тот признался в своих истинных чувствах к нему. Бай Ло Инь не готов признаться в своих чувствах, и он пытается показать, что даже если не выражает этого, Гу Хай уже знает, какие чувства тот испытывает к нему. С широкой улыбкой они спят, обняв друг друга. На следующее утро Ян Мэнь отправляется в дом Бай Ло Иня. Бай Ло Инь, встревоженный, потому что не хочет, чтобы Ян Мэнь узнал, что он спит вместе с Гу Хаем, просыпается в спешке, чтобы избежать необходимости объяснений. Ян Мэнь замечает ситуацию. Бай Ло Инь наконец говорит ему, что они живут вместе уже два месяца, потому что у Гу Хая были семейные проблемы. Во второй половине дня Гу Хай и Бай Ло Инь прогуливаются вдоль реки и наблюдают, как Бай Хан Ци оживленно беседует с тетей Чжоу. Гу Хай признается, что он хотел бы, чтобы отец Бай Ло Иня и тетя Чжоу поженились, потому что тогда они с Ло Инем смогут переехать жить в квартиру Гу Хая. Бай Ло Инь беседует с отцом, в ходе разговора Ло Инь предлагает тому жениться на тете Чжоу. Несколько дней спустя Бай Хан Ци и тетя Чжоу устраивают свадебный банкет, на котором присутствуют семья и друзья. Радуясь этому событию, Бай Ло Инь произносит тосты и улыбается молодоженам. | 26 февраля 2016        |
| 14 | На банкете Бай Ло Инь напивается. Хотя Бай Хан Ци настаивает, чтобы парни остались ночевать в доме, Гу Хай говорит, что не собирается портить отцу Ло Иня брачную ночь. Гу Хай несёт Бай Ло Иня на спине в свою квартиру. По дороге Бай Ло Инь шепчет Гу Хаю, что хочет подняться на крышу здания. Оказавшись там, Бай Ло Инь безутешно плачет перед эмоциональным Гу Хаем из-за потери прежней семейной жизни и отношений, которые до этого у него были с отцом. Гу Хай говорит ему, что отец всегда будет любить его, но никто не будет любить его так сильно, как он. На следующее утро Гу Хай просыпается в объятиях Бай Ло Иня, но он должен пойти забрать своего двоюродного брата Гу Янга, который находится в городе по делам. Они втроем встречаются в ресторане, но из-за холодного, требовательного характера Гу Янга он относится к Бай Ло Иню равнодушно. Поздно вечером Гу Янг появляется в квартире Гу Хая, критикуя убранство и стиль дома. Гу Хай, притворяясь, что они с Бай Ло Инем скоро лягут спать, умудряется заставить того уйти. Затем Бай Ло Инь игриво запирается в спальне, но Гу Хай обманом выманивает того из комнаты, несет на плечах и бросает на кровать. На следующий день братья Гу пьют чай. Когда Гу Хай спрашивает Янга, когда тот покинет город, Янг замечает, что Хай спешит потерять его из виду, что является чем-то новым, и заявляет, что причина может быть в том, что у него теперь есть человек, о котором нужно заботиться. Гу Янг подразумевает, что в прошлом между ними двумя существовали какие-то отношения, выходящие за рамки семьи или дружбы. На следующий день Гу Хай и Бай Ло Инь после школы заходят в магазин, чтобы купить рисовые закуски. Из-за путаницы в названии вкуса Гу Хай заканчивает разговор тем, что по ошибке заказывает "мясо пениса" вместо "куриного мяса". Продавщица и Бай Ло Инь, смеясь, предупреждают его об ошибке. Смущенный, Гу Хай отвечает Бай Ло Иню, что ночью "мясо", которое съест Ло Инь, будет "его". Вернувшись домой, они обнаруживают там мать Бай Ло Иня, которая пришла немного прибраться и проверить, все ли у них в порядке. Оба, раздраженные вторжением, пытаются выяснить как она смогла попасть внутрь и оказывается, что отец Гу Хая дал ей запасной ключ. Как только мать Бай Ло Иня уходит, они решают, что замок нужно поменять, чтобы избежать повторения сцены. | 28 февраля 2016        |
| 15 | В канун Рождества Бай Ло Инь просыпается в постели один. Удивленный отсутствием Гу Хая, он ждет его снаружи, несмотря на сильный холод. Когда Гу Хай наконец возвращается, Бай Ло Инь замечает что он вспотел, на что тот отвечает, что вышел купить завтрак, но пришлось бежать домой из-за пробок. В классе Гу Хай рассказывает, что ученица подарила ему шарф. Он утверждает, что эта девушка испытывает к нему романтический интерес, чтобы вызвать ревность Бай Ло Иня. Затем он решает вернуть подарок, к облегчению Бай Ло Иня. После занятий они обмениваются подарками, но так совпало, что оба купили друг другу одинаковые перчатки. На Рождество Бай Ло Инь и Гу Хай приглашают друзей Хая поужинать в свою квартиру. Указав, что Бай Ло Инь на несколько дней старше Гу Хая, они отпускают шутки о том, что Ло Инь доминирует над Хаем и этого, по мнению его друзей, раньше было просто невозможно себе представить. После ухода гостей они оба спят на диване. Бай Ло Инь просыпается от телефонного звонка своей бывшей девушки, которая хочет его видеть. Он отказывается от встречи. Сразу после окончания разговора Бай Ло Инь берет спящего Гу Хая на руки и относит в спальню, где они целуются (момент поцелуя не показан в сериале из за ограничений на откровенные сцены). На следующее утро, в доме Бай Ло Иня, Гу Хай отвечает на еще один звонок от бывшей девушки Ло Иня, говорит, что он парень Ло Иня, и вешает трубку. Затем Бай Ло Инь снова звонит ей и просит забыть о нём, потому что у него есть человек, которого он любит, и его жизнь теперь другая. Они возвращаются в квартиру Гу Хая, и Бай Ло Инь получает от него дорогую коробку с импортными роскошными подарками. Бай Ло Инь говорит, что Гу Хаю не нужно было покупать ему эти подарки, потому что нет никаких шансов, что он вернется к своей бывшей девушке. Спустившись в гараж, Гу Хай показывает Бай Ло Иню новую машину, которую он купил на наследство своей матери. Усевшись в нее, они целуются (момент поцелуя не показан в сериале из за ограничений на откровенные сцены), и Гу Хай говорит, что обладает безграничным терпением и удовлетворит все прихоти о которых попросит Бай Ло Инь, но если когда-нибудь Ло Инь сделает Хайю больно, пощады может не ждать. На следующий день, когда они были в классе, внезапно появилась бывшая девушка Бай Ло Иня Ши Хуэй. | 29 февраля 2016        |

## Саундтрек
| No. | Название композиции             | Исполнитель(и)              | Композитор      | Примечания                    |
| --- | ------------------------------- | --------------------------- | --------------- | ----------------------------- |
| 1   | Если Хай будет с Инем 海若有因  | Сюй Вэй Чжоу & Хуан Цзин Юй | Сюй Вэй Чжоу    | песня в начальных титрах      |
| 2   | Иди медленнее 慢慢走            | Сюй Вэй Чжоу                | Сюй Вэй Чжоу    | песня в заключительных титрах |
| 3   | Я считаю 我想                   | Шухей Нагасава              | Сяо Лонг Лао Си |                               |
| 4   | Я люблю только тебя 我只在乎你  | Тереза Тен                  | Такаши Мики     |                               |
| 5   | Неприятности, в которые я попал | Twinbed                     |                 |                               |

## Отзывы

### Зрительская аудитория
29 января 2016 года премьера первого эпизода сериала состоялась на Tencent Video, iQiyi и других видеосайтах и собрала 10 миллионов просмотров в течение 24 часов после первоначального онлайн-релиза, установив рекорд по наибольшему количеству просмотров на первый день в истории потокового телевидения Китая . Менее чем за месяц сериал набрал более 100 миллионов просмотров , и стал вторым по популярности шоу на iQiyi и самым популярным шоу на других видеосайтах .

### Социальные сети
Сериал стал вирусным феноменом на портале Weibo и других социальных платформах. За неделю с 21 по 27 февраля 2016 года слово 上瘾 (shàngyǐn, зависимые) на Weibo было упомянуто более 3,9 миллиона раз , а хэштеги #上阴网络剧 и #(Shàngyǐn web drama) просмотрены больше 840 миллиона раз .
Пользователь Weibo написал о том, что сериал имел феноменальный успех:
"Вы не представляете, насколько это было безумно. [...] Весь Weibo говорил об этом. Все смотрели это, все говорили об этом." 
Четыре главных актера, в частности Хуан Цзин Юй и Сюй Вэй Чжоу, в одночасье стали звездами. Экранные химия (отношения) и закадровые взаимодействия в закулисных клипах принесли им большое количество поклонников, которые воспринимают их как реальную любовную пару .

## Цензура
Несмотря на ошеломляющий успех, 23 февраля 2016 года все эпизоды драмы были внезапно удалены со всех китайских сайтов потокового видео (за три эпизода до финала сезона) по указанию Национального управления радио и телевидения Китая из-за "однополого и откровенного содержания" и больше не доступны китайским зрителям , к большому возмущению зрителей сериала . Последние три эпизода первого сезона были загружены несколько дней спустя на официальный YouTube канал Huace Film & TV, доступный зрителям за пределами материкового Китая.

### Реакция общества
Это вопрос, который широко обсуждается. Правительство не хочет, чтобы ЛГБТ сообщество стало популярным.
Цензура сериала вызвала критику, вопросы и дискуссии о табуированной теме гомосексуальности и принятии ЛГБТ-сообщества в авторитарном режиме материкового Китая . Онлайн-обсуждения на Weibo с хэштегом «устранение „зависимости“» набрали более 110 миллионов просмотров в течение дня после отмены трансляции сериала . Американская пресса The Wall Street Journal и Time также опубликовали статьи о цензуре . Мэтью Барен из издания Shanghai Pride сказал Time, что, хотя это и “разочаровывает”, что Addiction ушла в офлайн, “очень отрадно видеть шоу о гомосексуальности, которые делаются в Китае, китайскими талантами и для китайской аудитории”. Пользователя Weibo цитирует South China Morning Post: “Почему они убрали эту драму? [...] Есть миллионы причин скрывать свой переезд, но правда в том, что они боятся гомосексуальных [проблем]" . Китайский активист Li Maizi высказался по поводу цензуры сериала: "Недавние популярные веб-драмы на гей-тематику показывают, что рынок ЛГБТ широк. [...] и надзирающей организации лучше смириться с этим, а не внедрять негласные правила или использовать традиционные ценности в качестве щита" .

### Запреты для исполнителей главных ролей Хуана и Сюя
Несмотря на отмену сериала, два главных актера продолжали стремительно набирать популярность как индивидуально, так и в качестве экранной пары, давая интервью и устраивая фотосессии для журналов  вместе, а также продолжали публично взаимодействовать и «дразнить» друг друга на Weibo к радости фанатов .
Однако 17 апреля 2016 года стало известно, что запланированный второй сезон сериала был навсегда отложен, и Китай неофициально запретил двум актерам появляться на телевидении или любом другом мероприятии вместе . Их появления на китайском телевидении в шоу-варьете, таких как Happy Camp, Run For Time и Xingguang Dadao (Avenue of Stars) впоследствии так и не вышли в эфир . 17 апреля 2016 года, во время встречи с фанатами в Таиланде, на краткий момент, когда они сошлись вместе, их быстро растащили охранники . Это было их последнее совместное появление на публике. К недоумению и разочарованию фанатов, официального объявления о запрете актерам находиться вместе не было (в отличие от предыдущего официального объявления, предписывающего немедленно снять сериал с эфира) . В результате этого запрета, Сюй на некоторое время перестал получать предложения о работе .

## Наследие
По состоянию на июль 2022 года, эпизоды сериала на YouTube-канале Huace Film & TV набрали в общей сложности 28 миллионов просмотров . Сериал остается самым популярным сериалом boys' love story, когда-либо снятым в материковом Китае .
Сериал приобрел активных "культовых последователей" в жанре boys' love (фэндом) и случайных поклонников с момента своего запрета, как на местном, так и на международном уровнях. По состоянию на октябрь 2020 года форум Weibo для поклонников сериала (особенно поклонников Хуана и Сюй как пары), известный как 双超 ("шуанчао"), насчитывает более 360 000 подписчиков, большинство из которых все еще активны .
Термин "восьмилетнее обещание" используется поклонниками сериала, чтобы дождаться того дня, когда Хуан и Сюй "смогут вместе выйти на сцену, чтобы еще раз сфотографироваться вместе". Поклонники выбрали восемь лет, потому что в оригинальном романе пара разлучена на восемь лет .

## Будущее
21 июня 2019 года автор романа Чао Цзи Дань опубликовал фотографии на Weibo и ответил на вопросы пользователей, сказав, что съемки второго сезона начались в Тайване .
В 2023 году вышел ремейк «Останься со мной». Сериал транслировался на тайваньской платформе GagaOOLala и Viki International с 7 июля по 12 августа 2023 года. Из-за строгой политики китайского правительства дорама в настоящее время не имеет лицензии на широкое вещание на материковом Китае, хотя вся съемочная группа и декорации были полностью сняты в Китае.